# Vito Rallo
Vito Rallo (Trapani, 3 agosto 1939 – Salemi, 3 aprile 2025) è stato un compositore di scacchi italiano.

## Biografia
Si avvicina al mondo degli scacchi a 34 anni, nel 1973, a seguito dello scalpore suscitato dal match Spassky–Fischer per il campionato del mondo del 1972.
Nel 1976 inizia a comporre problemi ortodossi (matto in due). Nel 1977 viene pubblicato sulla rivista Scacco! un suo problema di matto in due. Nel 1981 ottiene, dalla stessa rivista, il suo primo riconoscimento: 1a Lode per un problema di matto in due. Dopo aver conosciuto gli Aiutomatti, si dedica prevalentemente a tale specialità. Ha composto diversi lavori in tale settore, anche in collaborazione con autori italiani e stranieri, tra cui il bulgaro Georgi M. Frantzov.
Poi si è rivolto anche alla composizione di problemi Fairy. Per diversi anni Rallo è stato anche un giocatore per corrispondenza.
Prima della pensione lavorò per molti anni come funzionario della Banca Sicula e, dopo la fusione con la Banca Commerciale Italiana, come procuratore presso quest'ultima.
La sua home page sui problemi di scacchi è su internet dal 1996.
Redattore della rubrica problemistica della rivista Torre & Cavallo - Scacco! sino al 2007.
Redattore della rubrica problemistica di Telescacco 2000 organo ufficiale dell'ASIGC ( Associazione Scacchistica Italiana Giocatori per Corrispondenza ) dal 1992 al 2009 e dal 2011 a oggi per la Newsletter mensile dell'ASIGC.
Collaboratore della rivista di problema di scacchi BEST PROBLEMS dal 2009 a oggi.
Vincitore del 2º Premio nel 53th WORLD CONGRESS OF CHESS COMPOSITION', svoltosi a Creta (Grecia) nell'Ottobre 2010, in collaborazione con Mario Parrinello, nella sezione Quick Composing Tourney, con tema imposto e della durata di 3 ore per la composizione.
Per celebrare il suo 70º compleanno, la rivista Best Problems ha indetto il «Vito Rallo Jubilee Tourney», un concorso per problemi di Aiutomatto in tre mosse che ha avuto un grande successo per la partecipazione di compositori italiani ed esteri con lavori di ottima qualità.
Nel 2016 ottiene il titolo di Maestro Nazionale della composizione, assegnato dall'API (Associazione Problemistica Italiana).

## Un problema di Vito Rallo
|   | a | b | c | d | e | f | g | h |   |
| 8 | h8 alfiere del nero · a7 re del bianco · b7 cavallo del bianco · h7 torre del nero · b6 pedone del nero · h6 pedone del nero · b5 cavallo del bianco · c5 donna del nero · a4 re del nero · b4 pedone del bianco · d4 pedone del bianco · h4 torre del nero · d3 alfiere del bianco · b2 alfiere del bianco | h8 alfiere del nero · a7 re del bianco · b7 cavallo del bianco · h7 torre del nero · b6 pedone del nero · h6 pedone del nero · b5 cavallo del bianco · c5 donna del nero · a4 re del nero · b4 pedone del bianco · d4 pedone del bianco · h4 torre del nero · d3 alfiere del bianco · b2 alfiere del bianco | h8 alfiere del nero · a7 re del bianco · b7 cavallo del bianco · h7 torre del nero · b6 pedone del nero · h6 pedone del nero · b5 cavallo del bianco · c5 donna del nero · a4 re del nero · b4 pedone del bianco · d4 pedone del bianco · h4 torre del nero · d3 alfiere del bianco · b2 alfiere del bianco | h8 alfiere del nero · a7 re del bianco · b7 cavallo del bianco · h7 torre del nero · b6 pedone del nero · h6 pedone del nero · b5 cavallo del bianco · c5 donna del nero · a4 re del nero · b4 pedone del bianco · d4 pedone del bianco · h4 torre del nero · d3 alfiere del bianco · b2 alfiere del bianco | h8 alfiere del nero · a7 re del bianco · b7 cavallo del bianco · h7 torre del nero · b6 pedone del nero · h6 pedone del nero · b5 cavallo del bianco · c5 donna del nero · a4 re del nero · b4 pedone del bianco · d4 pedone del bianco · h4 torre del nero · d3 alfiere del bianco · b2 alfiere del bianco | h8 alfiere del nero · a7 re del bianco · b7 cavallo del bianco · h7 torre del nero · b6 pedone del nero · h6 pedone del nero · b5 cavallo del bianco · c5 donna del nero · a4 re del nero · b4 pedone del bianco · d4 pedone del bianco · h4 torre del nero · d3 alfiere del bianco · b2 alfiere del bianco | h8 alfiere del nero · a7 re del bianco · b7 cavallo del bianco · h7 torre del nero · b6 pedone del nero · h6 pedone del nero · b5 cavallo del bianco · c5 donna del nero · a4 re del nero · b4 pedone del bianco · d4 pedone del bianco · h4 torre del nero · d3 alfiere del bianco · b2 alfiere del bianco | h8 alfiere del nero · a7 re del bianco · b7 cavallo del bianco · h7 torre del nero · b6 pedone del nero · h6 pedone del nero · b5 cavallo del bianco · c5 donna del nero · a4 re del nero · b4 pedone del bianco · d4 pedone del bianco · h4 torre del nero · d3 alfiere del bianco · b2 alfiere del bianco | 8 |
| 7 | h8 alfiere del nero · a7 re del bianco · b7 cavallo del bianco · h7 torre del nero · b6 pedone del nero · h6 pedone del nero · b5 cavallo del bianco · c5 donna del nero · a4 re del nero · b4 pedone del bianco · d4 pedone del bianco · h4 torre del nero · d3 alfiere del bianco · b2 alfiere del bianco | h8 alfiere del nero · a7 re del bianco · b7 cavallo del bianco · h7 torre del nero · b6 pedone del nero · h6 pedone del nero · b5 cavallo del bianco · c5 donna del nero · a4 re del nero · b4 pedone del bianco · d4 pedone del bianco · h4 torre del nero · d3 alfiere del bianco · b2 alfiere del bianco | h8 alfiere del nero · a7 re del bianco · b7 cavallo del bianco · h7 torre del nero · b6 pedone del nero · h6 pedone del nero · b5 cavallo del bianco · c5 donna del nero · a4 re del nero · b4 pedone del bianco · d4 pedone del bianco · h4 torre del nero · d3 alfiere del bianco · b2 alfiere del bianco | h8 alfiere del nero · a7 re del bianco · b7 cavallo del bianco · h7 torre del nero · b6 pedone del nero · h6 pedone del nero · b5 cavallo del bianco · c5 donna del nero · a4 re del nero · b4 pedone del bianco · d4 pedone del bianco · h4 torre del nero · d3 alfiere del bianco · b2 alfiere del bianco | h8 alfiere del nero · a7 re del bianco · b7 cavallo del bianco · h7 torre del nero · b6 pedone del nero · h6 pedone del nero · b5 cavallo del bianco · c5 donna del nero · a4 re del nero · b4 pedone del bianco · d4 pedone del bianco · h4 torre del nero · d3 alfiere del bianco · b2 alfiere del bianco | h8 alfiere del nero · a7 re del bianco · b7 cavallo del bianco · h7 torre del nero · b6 pedone del nero · h6 pedone del nero · b5 cavallo del bianco · c5 donna del nero · a4 re del nero · b4 pedone del bianco · d4 pedone del bianco · h4 torre del nero · d3 alfiere del bianco · b2 alfiere del bianco | h8 alfiere del nero · a7 re del bianco · b7 cavallo del bianco · h7 torre del nero · b6 pedone del nero · h6 pedone del nero · b5 cavallo del bianco · c5 donna del nero · a4 re del nero · b4 pedone del bianco · d4 pedone del bianco · h4 torre del nero · d3 alfiere del bianco · b2 alfiere del bianco | h8 alfiere del nero · a7 re del bianco · b7 cavallo del bianco · h7 torre del nero · b6 pedone del nero · h6 pedone del nero · b5 cavallo del bianco · c5 donna del nero · a4 re del nero · b4 pedone del bianco · d4 pedone del bianco · h4 torre del nero · d3 alfiere del bianco · b2 alfiere del bianco | 7 |
| 6 | h8 alfiere del nero · a7 re del bianco · b7 cavallo del bianco · h7 torre del nero · b6 pedone del nero · h6 pedone del nero · b5 cavallo del bianco · c5 donna del nero · a4 re del nero · b4 pedone del bianco · d4 pedone del bianco · h4 torre del nero · d3 alfiere del bianco · b2 alfiere del bianco | h8 alfiere del nero · a7 re del bianco · b7 cavallo del bianco · h7 torre del nero · b6 pedone del nero · h6 pedone del nero · b5 cavallo del bianco · c5 donna del nero · a4 re del nero · b4 pedone del bianco · d4 pedone del bianco · h4 torre del nero · d3 alfiere del bianco · b2 alfiere del bianco | h8 alfiere del nero · a7 re del bianco · b7 cavallo del bianco · h7 torre del nero · b6 pedone del nero · h6 pedone del nero · b5 cavallo del bianco · c5 donna del nero · a4 re del nero · b4 pedone del bianco · d4 pedone del bianco · h4 torre del nero · d3 alfiere del bianco · b2 alfiere del bianco | h8 alfiere del nero · a7 re del bianco · b7 cavallo del bianco · h7 torre del nero · b6 pedone del nero · h6 pedone del nero · b5 cavallo del bianco · c5 donna del nero · a4 re del nero · b4 pedone del bianco · d4 pedone del bianco · h4 torre del nero · d3 alfiere del bianco · b2 alfiere del bianco | h8 alfiere del nero · a7 re del bianco · b7 cavallo del bianco · h7 torre del nero · b6 pedone del nero · h6 pedone del nero · b5 cavallo del bianco · c5 donna del nero · a4 re del nero · b4 pedone del bianco · d4 pedone del bianco · h4 torre del nero · d3 alfiere del bianco · b2 alfiere del bianco | h8 alfiere del nero · a7 re del bianco · b7 cavallo del bianco · h7 torre del nero · b6 pedone del nero · h6 pedone del nero · b5 cavallo del bianco · c5 donna del nero · a4 re del nero · b4 pedone del bianco · d4 pedone del bianco · h4 torre del nero · d3 alfiere del bianco · b2 alfiere del bianco | h8 alfiere del nero · a7 re del bianco · b7 cavallo del bianco · h7 torre del nero · b6 pedone del nero · h6 pedone del nero · b5 cavallo del bianco · c5 donna del nero · a4 re del nero · b4 pedone del bianco · d4 pedone del bianco · h4 torre del nero · d3 alfiere del bianco · b2 alfiere del bianco | h8 alfiere del nero · a7 re del bianco · b7 cavallo del bianco · h7 torre del nero · b6 pedone del nero · h6 pedone del nero · b5 cavallo del bianco · c5 donna del nero · a4 re del nero · b4 pedone del bianco · d4 pedone del bianco · h4 torre del nero · d3 alfiere del bianco · b2 alfiere del bianco | 6 |
| 5 | h8 alfiere del nero · a7 re del bianco · b7 cavallo del bianco · h7 torre del nero · b6 pedone del nero · h6 pedone del nero · b5 cavallo del bianco · c5 donna del nero · a4 re del nero · b4 pedone del bianco · d4 pedone del bianco · h4 torre del nero · d3 alfiere del bianco · b2 alfiere del bianco | h8 alfiere del nero · a7 re del bianco · b7 cavallo del bianco · h7 torre del nero · b6 pedone del nero · h6 pedone del nero · b5 cavallo del bianco · c5 donna del nero · a4 re del nero · b4 pedone del bianco · d4 pedone del bianco · h4 torre del nero · d3 alfiere del bianco · b2 alfiere del bianco | h8 alfiere del nero · a7 re del bianco · b7 cavallo del bianco · h7 torre del nero · b6 pedone del nero · h6 pedone del nero · b5 cavallo del bianco · c5 donna del nero · a4 re del nero · b4 pedone del bianco · d4 pedone del bianco · h4 torre del nero · d3 alfiere del bianco · b2 alfiere del bianco | h8 alfiere del nero · a7 re del bianco · b7 cavallo del bianco · h7 torre del nero · b6 pedone del nero · h6 pedone del nero · b5 cavallo del bianco · c5 donna del nero · a4 re del nero · b4 pedone del bianco · d4 pedone del bianco · h4 torre del nero · d3 alfiere del bianco · b2 alfiere del bianco | h8 alfiere del nero · a7 re del bianco · b7 cavallo del bianco · h7 torre del nero · b6 pedone del nero · h6 pedone del nero · b5 cavallo del bianco · c5 donna del nero · a4 re del nero · b4 pedone del bianco · d4 pedone del bianco · h4 torre del nero · d3 alfiere del bianco · b2 alfiere del bianco | h8 alfiere del nero · a7 re del bianco · b7 cavallo del bianco · h7 torre del nero · b6 pedone del nero · h6 pedone del nero · b5 cavallo del bianco · c5 donna del nero · a4 re del nero · b4 pedone del bianco · d4 pedone del bianco · h4 torre del nero · d3 alfiere del bianco · b2 alfiere del bianco | h8 alfiere del nero · a7 re del bianco · b7 cavallo del bianco · h7 torre del nero · b6 pedone del nero · h6 pedone del nero · b5 cavallo del bianco · c5 donna del nero · a4 re del nero · b4 pedone del bianco · d4 pedone del bianco · h4 torre del nero · d3 alfiere del bianco · b2 alfiere del bianco | h8 alfiere del nero · a7 re del bianco · b7 cavallo del bianco · h7 torre del nero · b6 pedone del nero · h6 pedone del nero · b5 cavallo del bianco · c5 donna del nero · a4 re del nero · b4 pedone del bianco · d4 pedone del bianco · h4 torre del nero · d3 alfiere del bianco · b2 alfiere del bianco | 5 |
| 4 | h8 alfiere del nero · a7 re del bianco · b7 cavallo del bianco · h7 torre del nero · b6 pedone del nero · h6 pedone del nero · b5 cavallo del bianco · c5 donna del nero · a4 re del nero · b4 pedone del bianco · d4 pedone del bianco · h4 torre del nero · d3 alfiere del bianco · b2 alfiere del bianco | h8 alfiere del nero · a7 re del bianco · b7 cavallo del bianco · h7 torre del nero · b6 pedone del nero · h6 pedone del nero · b5 cavallo del bianco · c5 donna del nero · a4 re del nero · b4 pedone del bianco · d4 pedone del bianco · h4 torre del nero · d3 alfiere del bianco · b2 alfiere del bianco | h8 alfiere del nero · a7 re del bianco · b7 cavallo del bianco · h7 torre del nero · b6 pedone del nero · h6 pedone del nero · b5 cavallo del bianco · c5 donna del nero · a4 re del nero · b4 pedone del bianco · d4 pedone del bianco · h4 torre del nero · d3 alfiere del bianco · b2 alfiere del bianco | h8 alfiere del nero · a7 re del bianco · b7 cavallo del bianco · h7 torre del nero · b6 pedone del nero · h6 pedone del nero · b5 cavallo del bianco · c5 donna del nero · a4 re del nero · b4 pedone del bianco · d4 pedone del bianco · h4 torre del nero · d3 alfiere del bianco · b2 alfiere del bianco | h8 alfiere del nero · a7 re del bianco · b7 cavallo del bianco · h7 torre del nero · b6 pedone del nero · h6 pedone del nero · b5 cavallo del bianco · c5 donna del nero · a4 re del nero · b4 pedone del bianco · d4 pedone del bianco · h4 torre del nero · d3 alfiere del bianco · b2 alfiere del bianco | h8 alfiere del nero · a7 re del bianco · b7 cavallo del bianco · h7 torre del nero · b6 pedone del nero · h6 pedone del nero · b5 cavallo del bianco · c5 donna del nero · a4 re del nero · b4 pedone del bianco · d4 pedone del bianco · h4 torre del nero · d3 alfiere del bianco · b2 alfiere del bianco | h8 alfiere del nero · a7 re del bianco · b7 cavallo del bianco · h7 torre del nero · b6 pedone del nero · h6 pedone del nero · b5 cavallo del bianco · c5 donna del nero · a4 re del nero · b4 pedone del bianco · d4 pedone del bianco · h4 torre del nero · d3 alfiere del bianco · b2 alfiere del bianco | h8 alfiere del nero · a7 re del bianco · b7 cavallo del bianco · h7 torre del nero · b6 pedone del nero · h6 pedone del nero · b5 cavallo del bianco · c5 donna del nero · a4 re del nero · b4 pedone del bianco · d4 pedone del bianco · h4 torre del nero · d3 alfiere del bianco · b2 alfiere del bianco | 4 |
| 3 | h8 alfiere del nero · a7 re del bianco · b7 cavallo del bianco · h7 torre del nero · b6 pedone del nero · h6 pedone del nero · b5 cavallo del bianco · c5 donna del nero · a4 re del nero · b4 pedone del bianco · d4 pedone del bianco · h4 torre del nero · d3 alfiere del bianco · b2 alfiere del bianco | h8 alfiere del nero · a7 re del bianco · b7 cavallo del bianco · h7 torre del nero · b6 pedone del nero · h6 pedone del nero · b5 cavallo del bianco · c5 donna del nero · a4 re del nero · b4 pedone del bianco · d4 pedone del bianco · h4 torre del nero · d3 alfiere del bianco · b2 alfiere del bianco | h8 alfiere del nero · a7 re del bianco · b7 cavallo del bianco · h7 torre del nero · b6 pedone del nero · h6 pedone del nero · b5 cavallo del bianco · c5 donna del nero · a4 re del nero · b4 pedone del bianco · d4 pedone del bianco · h4 torre del nero · d3 alfiere del bianco · b2 alfiere del bianco | h8 alfiere del nero · a7 re del bianco · b7 cavallo del bianco · h7 torre del nero · b6 pedone del nero · h6 pedone del nero · b5 cavallo del bianco · c5 donna del nero · a4 re del nero · b4 pedone del bianco · d4 pedone del bianco · h4 torre del nero · d3 alfiere del bianco · b2 alfiere del bianco | h8 alfiere del nero · a7 re del bianco · b7 cavallo del bianco · h7 torre del nero · b6 pedone del nero · h6 pedone del nero · b5 cavallo del bianco · c5 donna del nero · a4 re del nero · b4 pedone del bianco · d4 pedone del bianco · h4 torre del nero · d3 alfiere del bianco · b2 alfiere del bianco | h8 alfiere del nero · a7 re del bianco · b7 cavallo del bianco · h7 torre del nero · b6 pedone del nero · h6 pedone del nero · b5 cavallo del bianco · c5 donna del nero · a4 re del nero · b4 pedone del bianco · d4 pedone del bianco · h4 torre del nero · d3 alfiere del bianco · b2 alfiere del bianco | h8 alfiere del nero · a7 re del bianco · b7 cavallo del bianco · h7 torre del nero · b6 pedone del nero · h6 pedone del nero · b5 cavallo del bianco · c5 donna del nero · a4 re del nero · b4 pedone del bianco · d4 pedone del bianco · h4 torre del nero · d3 alfiere del bianco · b2 alfiere del bianco | h8 alfiere del nero · a7 re del bianco · b7 cavallo del bianco · h7 torre del nero · b6 pedone del nero · h6 pedone del nero · b5 cavallo del bianco · c5 donna del nero · a4 re del nero · b4 pedone del bianco · d4 pedone del bianco · h4 torre del nero · d3 alfiere del bianco · b2 alfiere del bianco | 3 |
| 2 | h8 alfiere del nero · a7 re del bianco · b7 cavallo del bianco · h7 torre del nero · b6 pedone del nero · h6 pedone del nero · b5 cavallo del bianco · c5 donna del nero · a4 re del nero · b4 pedone del bianco · d4 pedone del bianco · h4 torre del nero · d3 alfiere del bianco · b2 alfiere del bianco | h8 alfiere del nero · a7 re del bianco · b7 cavallo del bianco · h7 torre del nero · b6 pedone del nero · h6 pedone del nero · b5 cavallo del bianco · c5 donna del nero · a4 re del nero · b4 pedone del bianco · d4 pedone del bianco · h4 torre del nero · d3 alfiere del bianco · b2 alfiere del bianco | h8 alfiere del nero · a7 re del bianco · b7 cavallo del bianco · h7 torre del nero · b6 pedone del nero · h6 pedone del nero · b5 cavallo del bianco · c5 donna del nero · a4 re del nero · b4 pedone del bianco · d4 pedone del bianco · h4 torre del nero · d3 alfiere del bianco · b2 alfiere del bianco | h8 alfiere del nero · a7 re del bianco · b7 cavallo del bianco · h7 torre del nero · b6 pedone del nero · h6 pedone del nero · b5 cavallo del bianco · c5 donna del nero · a4 re del nero · b4 pedone del bianco · d4 pedone del bianco · h4 torre del nero · d3 alfiere del bianco · b2 alfiere del bianco | h8 alfiere del nero · a7 re del bianco · b7 cavallo del bianco · h7 torre del nero · b6 pedone del nero · h6 pedone del nero · b5 cavallo del bianco · c5 donna del nero · a4 re del nero · b4 pedone del bianco · d4 pedone del bianco · h4 torre del nero · d3 alfiere del bianco · b2 alfiere del bianco | h8 alfiere del nero · a7 re del bianco · b7 cavallo del bianco · h7 torre del nero · b6 pedone del nero · h6 pedone del nero · b5 cavallo del bianco · c5 donna del nero · a4 re del nero · b4 pedone del bianco · d4 pedone del bianco · h4 torre del nero · d3 alfiere del bianco · b2 alfiere del bianco | h8 alfiere del nero · a7 re del bianco · b7 cavallo del bianco · h7 torre del nero · b6 pedone del nero · h6 pedone del nero · b5 cavallo del bianco · c5 donna del nero · a4 re del nero · b4 pedone del bianco · d4 pedone del bianco · h4 torre del nero · d3 alfiere del bianco · b2 alfiere del bianco | h8 alfiere del nero · a7 re del bianco · b7 cavallo del bianco · h7 torre del nero · b6 pedone del nero · h6 pedone del nero · b5 cavallo del bianco · c5 donna del nero · a4 re del nero · b4 pedone del bianco · d4 pedone del bianco · h4 torre del nero · d3 alfiere del bianco · b2 alfiere del bianco | 2 |
| 1 | h8 alfiere del nero · a7 re del bianco · b7 cavallo del bianco · h7 torre del nero · b6 pedone del nero · h6 pedone del nero · b5 cavallo del bianco · c5 donna del nero · a4 re del nero · b4 pedone del bianco · d4 pedone del bianco · h4 torre del nero · d3 alfiere del bianco · b2 alfiere del bianco | h8 alfiere del nero · a7 re del bianco · b7 cavallo del bianco · h7 torre del nero · b6 pedone del nero · h6 pedone del nero · b5 cavallo del bianco · c5 donna del nero · a4 re del nero · b4 pedone del bianco · d4 pedone del bianco · h4 torre del nero · d3 alfiere del bianco · b2 alfiere del bianco | h8 alfiere del nero · a7 re del bianco · b7 cavallo del bianco · h7 torre del nero · b6 pedone del nero · h6 pedone del nero · b5 cavallo del bianco · c5 donna del nero · a4 re del nero · b4 pedone del bianco · d4 pedone del bianco · h4 torre del nero · d3 alfiere del bianco · b2 alfiere del bianco | h8 alfiere del nero · a7 re del bianco · b7 cavallo del bianco · h7 torre del nero · b6 pedone del nero · h6 pedone del nero · b5 cavallo del bianco · c5 donna del nero · a4 re del nero · b4 pedone del bianco · d4 pedone del bianco · h4 torre del nero · d3 alfiere del bianco · b2 alfiere del bianco | h8 alfiere del nero · a7 re del bianco · b7 cavallo del bianco · h7 torre del nero · b6 pedone del nero · h6 pedone del nero · b5 cavallo del bianco · c5 donna del nero · a4 re del nero · b4 pedone del bianco · d4 pedone del bianco · h4 torre del nero · d3 alfiere del bianco · b2 alfiere del bianco | h8 alfiere del nero · a7 re del bianco · b7 cavallo del bianco · h7 torre del nero · b6 pedone del nero · h6 pedone del nero · b5 cavallo del bianco · c5 donna del nero · a4 re del nero · b4 pedone del bianco · d4 pedone del bianco · h4 torre del nero · d3 alfiere del bianco · b2 alfiere del bianco | h8 alfiere del nero · a7 re del bianco · b7 cavallo del bianco · h7 torre del nero · b6 pedone del nero · h6 pedone del nero · b5 cavallo del bianco · c5 donna del nero · a4 re del nero · b4 pedone del bianco · d4 pedone del bianco · h4 torre del nero · d3 alfiere del bianco · b2 alfiere del bianco | h8 alfiere del nero · a7 re del bianco · b7 cavallo del bianco · h7 torre del nero · b6 pedone del nero · h6 pedone del nero · b5 cavallo del bianco · c5 donna del nero · a4 re del nero · b4 pedone del bianco · d4 pedone del bianco · h4 torre del nero · d3 alfiere del bianco · b2 alfiere del bianco | 1 |
|   | a | b | c | d | e | f | g | h |   |

Soluzioni:
1. 1. Ag7 C:c5 2. R:b4 Ac3#
2. 1. Tg7 d:c5 2. T:b4 Cc3#